# Diecéze mohučská
Diecéze mohučská (lat. Dioecesis Moguntina) je diecéze římskokatolické církve v Německu, která patří do freiburské církevní provincie. Byla založena v roce 304, v roce 780 povýšena na metropolitní arcibiskupství Mohuč a v roce 1802 degradována zpět na diecézi. Dnešní mohučská diecéze se rozkládá na části území spolkových zemí Hesensko, Porýní-Falc a Bádensko-Württembersko. Centrem diecéze je katedrála svatého Martina z Tours a svatého Štěpána v Mohuči.

## Poloha a význam
Diecéze je rozdělena především na dvě oblasti, které jsou odděleny částmi města Frankfurt nad Mohanem, jež patří do limburské diecéze; frankfurtské čtvrti Harheim, Nieder-Erlenbach a Nieder-Eschbach však nepatří do limburské diecéze, ale do diecéze Mohuč. Jižní část kolem Mohuče je v Porýní (Rheinhessen) s bývalým biskupským stolcem Worms a jižní částí Hesenska, která je z velké části totožná s bývalou provincií Starkenburg. Severní část diecéze Mohuč zahrnuje v podstatě oblast Wetterau a Vogelsberg s městem Gießen. Dále na jihovýchodě je součástí diecéze exkláva Bad Wimpfen v Bádensku-Württembersku. Zahrnuje tedy všechna území, která v 19. století patřila k Hesenskému velkovévodství.
Diecéze má za sebou 1600 let historie, z toho asi tisíc let jako arcibiskupství. Mohučští arcibiskupové patřili jako kurfiřti a císařští kancléři k nejvlivnějším mužům ve Svaté říši římské.
Mohuč nese starobylý titul Svatá stolice Mohuč, zvláštní pravá dcera římské církve (něm.: Der Heilige Stuhl von Mainz, besondere wahre Tochter der Römischen Kirche; lat.: Sancta sedes Moguntina ecclesiae Romanae specialis vera filia).

## Historie

### Počátky diecéze v římské a francké době
První křesťané v Mohuči mohli existovat již ve 2. století. Lyonský biskup sv. Irenej se zmiňuje o křesťanech žijících ve „dvou Germániích“. Mohuč byla v té době hlavním městem provincie Germania superior, a proto je možné, že Irenej má na mysli sbor, který se nacházel právě tam. Pro toto období však neexistují žádné doklady o ustanovení církevní správy.
Biskupové z Mohuče přicházejí v úvahu až od 4. století, ale jejich jména se dochovala jen v nejistých pramenech; pocházejí z později sepsaného seznamu, který byl pak několikrát doplněn. Prvním biskupem, jehož jméno není v tomto seznamu uvedeno, byl akvitánský Sidonius, který zemřel po roce 580 a lze jej již přiřadit k franskému období biskupství. Sidonius byl také faktickým pánem města Mohuče a vedl metropoli, která byla těžce poškozena stěhováním národů, do nového období prosperity. Ustanovil sv. Martina za patrona diecéze, což trvá i v současnosti; pravděpodobně se k tomuto ustanovení váže i patrocinium katedrály.
Církevní život v Mohuči a v říši však začal během franské nadvlády brzy opět upadat. V 7. a 8. století se proto mniši z Irska a Skotska vydali na misie na pevninu. O generaci později byl nejvýznamnějším představitelem anglosaské misie sv. Bonifác, který pocházel z Wessexu a vydal se do franské říše. Brzy se stal vůdčí osobností franské církve. Kolem roku 745 se stal mohučským biskupem; ačkoli byl sám arcibiskupem (od roku 732 bez stolce), Mohuč zůstala biskupstvím.
V roce 753 Bonifác odjel na misijní cestu a vedení biskupství přenechal svému žákovi Lullovi, kterého jmenoval chórovým biskupem. Když byl Bonifác během své cesty v roce 754 zabit, nastoupil na jeho místo mohučského biskupa Lullus. Během svého působení se Lullusovi podařilo povýšit svou diecézi na arcibiskupství (780/82). Jako sufragány obdržel alespoň biskupství ve Wormsu, Špýru, Würzburgu a Eichstättu. Do roku 973 přibyla biskupství v Kostnici, Štrasburku, Paderbornu, Halberstadtu, Verdenu, Hildesheimu, Churu, Augsburgu, Havelbergu a Braniborsku (obě do roku 968), Praze a Olomouci, čímž se Mohuč stala největší církevní provincií na sever od Alp.

### Středověk

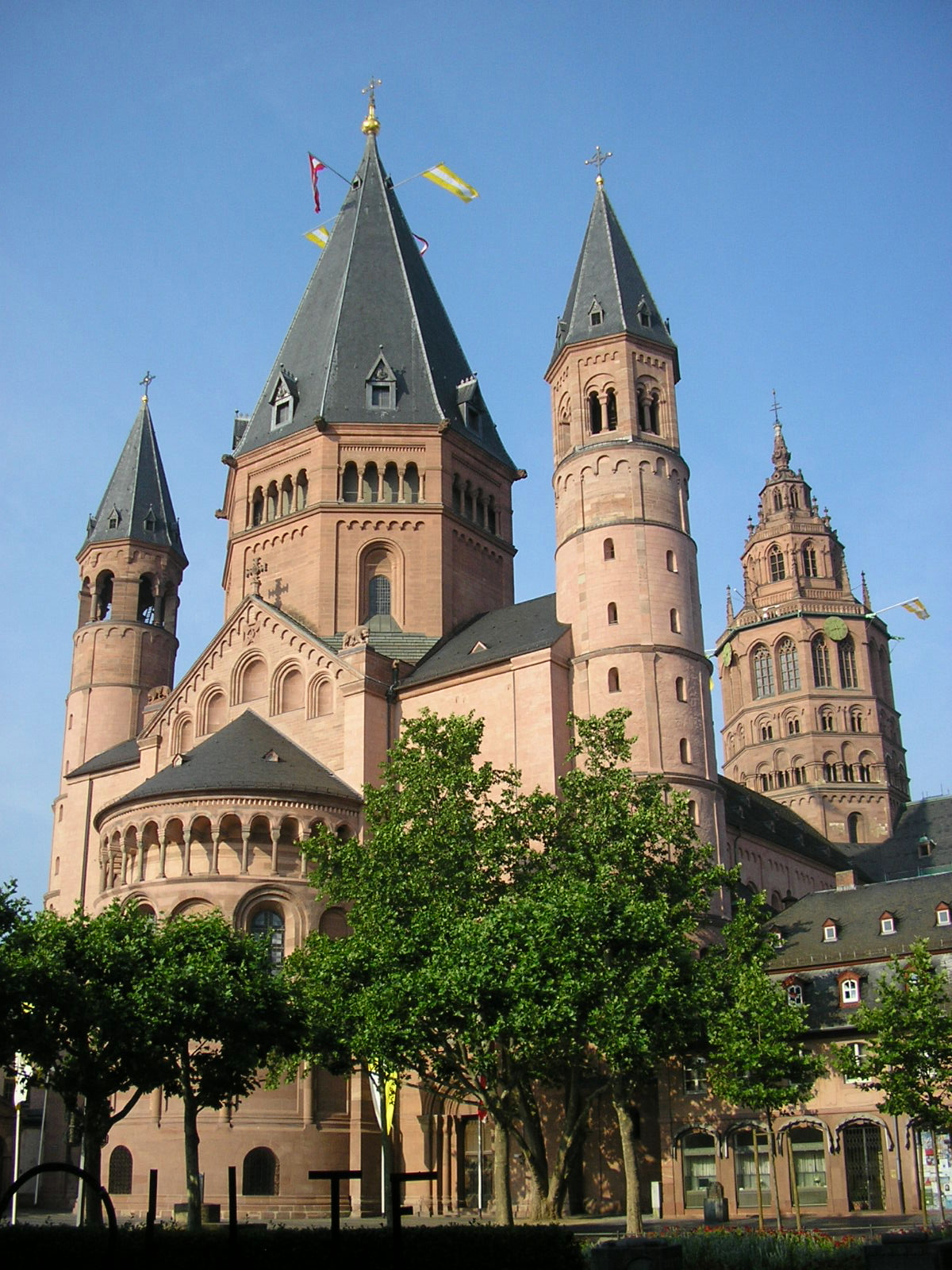
Katedrála v Mohuči na svátek Božího Těla v roce 2007

Po rozdělení říše na Východní Francii (pozdější Německo) a Západní Francii (pozdější Francii) hráli mohučští arcibiskupové důležitou roli ve struktuře říše. V roce 922 jmenoval východofranský král Jindřich I. mohučského arcibiskupa Herigera arcikaplanem dvorní kaple. Arcibiskup tak měl na královském dvoře na starosti veškeré duchovenstvo. Ota I., kterého pomazal a korunoval mohučský arcibiskup Hildebert, opíral svou vládu ještě více o říšské biskupy, kterým svěřil vysoké říšské úřady. Od této doby byl mohučský arcibiskup nejen hlavním pastýřem své diecéze, ale také knížetem říše.
V roce 955 se mohučský arcibiskup Vilém poprvé označil za služebníka „Svatého stolce v Mohuči“, což je titul, který diecéze nese trvale. V roce 965 byl stejně jako někteří jeho předchůdci jmenován arcikaplanem. Úřad, který byl později nazván arcikancléřstvím pro Německo, zůstal až do konce císařství spojen s biskupským stolcem v Mohuči.
V roce 975 se Willigis, který působil na císařském dvoře, stal mohučským arcibiskupem. Jeho pontifikát má pro mohučskou církev velký význam hned v několika ohledech. Na jedné straně nechal Willigis, který se považoval za papežova zástupce na sever od Alp, postavit ve svém biskupském městě na tehdejší poměry velmi rozsáhlou katedrálu, která měla svědčit o velikosti a významu mohučské církve a která dodnes charakterizuje panorama města. Na druhou stranu byl Willigis také obratným politikem. V roce 983 získal díky veronské donaci na veronském sněmu darem větší statky na Nahe a v Rheingau od Oty II. Na těchto územích byl nyní panovníkem arcibiskup a z nich se vyvinulo pozdější Mohučské kurfiřtství (Kurstaat).
Role říšského politika připadla každému z mohučských arcibiskupů, alespoň ve středověku. Důvodem byla skutečnost, že nástupnictví na trůn v říši nebylo nikdy pokrevní, takže nový král musel být vždy zvolen knížaty. Mohučský arcibiskup patřil do okruhu sedmi kurfiřtů, kteří měli nakonec toto výlučné hlasovací právo. Formálně byl považován za nejvýše postaveného knížete říše, který musel svolat volbu a předsedat jí. Jako takový byl však také přirozeným prostředníkem mezi císařem a papežem během mnoha konfliktů mezi císařstvím a papežstvím.

### Novověk a reformace
Reformace byla rozhodujícím zlomem v dějinách diecéze. Přestože potřeba církevní reformy byla již dlouho uznávána, nebyly podniknuty žádné konkrétní kroky k jejímu uskutečnění. Protest Martina Luthera proti obchodu s odpustky v roce 1517 byl dostatečným podnětem k reformaci, která vedla k rozdělení západního křesťanstva. Tehdejší mohučský arcibiskup Albrecht Braniborský se na tom nepodílel, protože patřil k velkým propagátorům obchodu s odpustky díky působení dominikána Jana Tetzela, na němž byl finančně závislý.

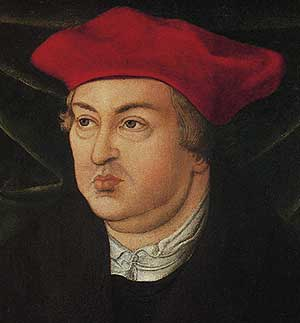
Albrecht Braniborský

Reformace a protireformace vedly ke značným konfliktům, které se přenesly i do sporů a válek. Mohučské arcibiskupství ztratilo velkou část svých klášterů a církevní jurisdikci nad hesensko-durynským regionem, který se stal protestantskou zemskou církví hesenského lankrabství. Církevní jurisdikci se nepodařilo udržet ani na jihu, kde se mohučská církev rozkládala na území protestantské falcké kurfiřtství. Samotné arcibiskupství zůstalo katolické jen proto, že se mohučská katedrální kapitula při tehdejších biskupských volbách vždy rozhodla pro katolického kandidáta.
Třicetiletá válka přinesla arcibiskupství další zkázu. Johann Philipp ze Schönbornu, který byl zvolen arcibiskupem v roce 1647, však dokázal arcibiskupství opět upevnit. Účastnil se nejen mírových jednání v Münsteru a Osnabrücku, ale také v diecézi realizoval prosazení reforem tridentského koncilu.

### Období baroka a osvícenství
Johanna Philippa ze Schönbornu můžeme počítat mezi barokní knížata, za nichž město Mohuč zažilo nový zlatý věk. V diecézi se arcibiskupové snažili posílit pozici katolíků, k čemuž přispěla i skutečnost, že v roce 1685 mělo falcké kurfiřtství opět katolického knížete. To bylo doprovázeno výstavbou mnoha nových kostelů, zejména za Lothara Franze ze Schönbornu.
Během osvícenství, které získalo silný vliv v arcibiskupství a kurfiřtském státě za episkopátu Emmericha Josefa von Breidbach zu Bürresheim, začal dalekosáhlý reformní proces, který se na diecézní úrovni dotkl především školství a řeholních řádů. Myšlenky osvícenství vedly k velké francouzské revoluci, která však nebyla jediná a rozšířila se i do Svaté říše římské. Tento vývoj nakonec vedl k pádu arcibiskupství.

### Konec arcibiskupství a mohučského kurfiřtství

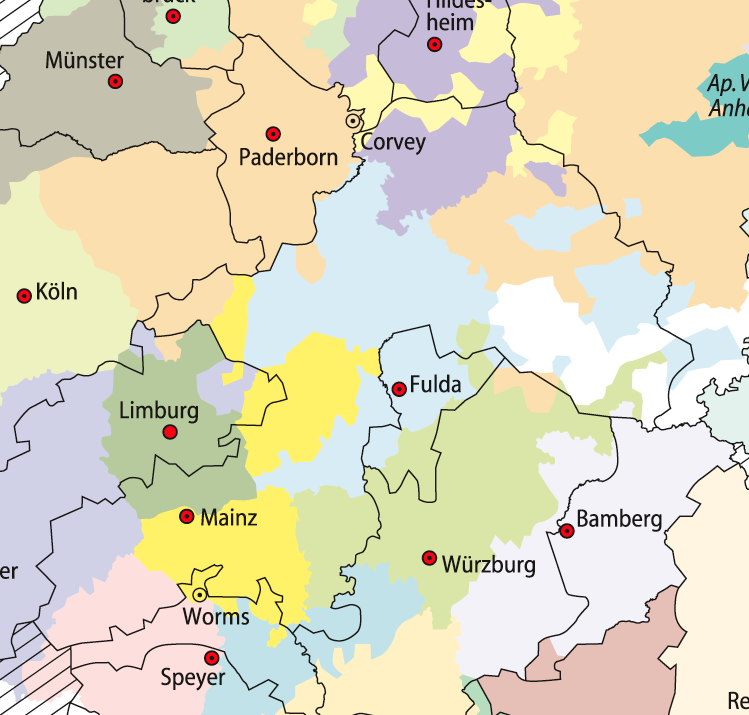
Arcibiskupství Mohuč, největší diecéze starého císařství (černá hraniční čára), a diecéze Mohuč od roku 1821 (žluté plochy)

Staré síly říše považovaly revoluci za hrozbu a spojily své síly proti Francii. Na koalici se podílel také mohučský arcibiskup a kurfiřt Friedrich Karl Joseph von Erthal. Dne 20. dubna 1792 vyhlásila Francie válku Rakousku, přesněji řečeno Ludvík XVI. jako francouzský král Františkovi I. Rakouskému. Tento den se připomíná jako začátek první koaliční války. Francouzům se brzy podařilo postoupit k Mohuči. V říjnu 1792 město dobyli, ale v březnu 1793 ho opět ztratili ve prospěch koalice. V roce 1797 však Francie nakonec zvítězila. Území na levém břehu Rýna byla postoupena Francii. Po Napoleonově nástupu k moci v roce 1799 byla francouzská církev reorganizována. Ze zbytků diecézí Worms, Speyer a Metz vytvořil Napoleon Bonaparte v roce 1802 novou diecézi Mohuč, která byla nyní přiřazena k arcibiskupství Mechelen. Biskupem se stal Josef Ludvík Colmar. Mohučské kurfiřtství a úřady primase a arcikancléře Svaté říše římské pro Německo byly císařským zákonem z roku 1803, který vycházel z hlavního usnesení mimořádné říšské deputace, navždy přeneseny na držitele řezenské diecéze, a tím došlo i ke zrušení církevní provincie Mohuč.

### Mohučská diecéze od roku 1814

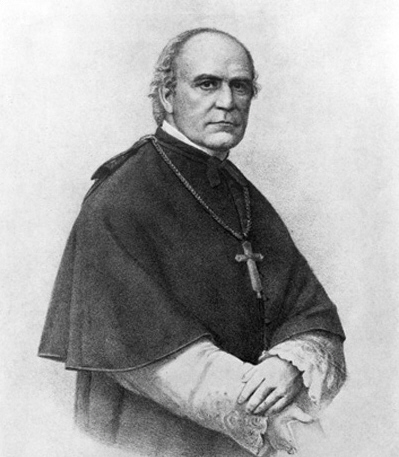
Wilhelm Emmanuel von Ketteler

Po Napoleonově porážce byly územní postoupení z roku 1797 zrušeny. Církevní reorganizace, kterou si to vyžádalo, byla předmětem tvrdých jednání. Diecéze Mohuč byla zřízena na území velkovévodství Hesensko-Darmstadt a přidělena freiburskému arcibiskupství jako sufragánní stolec. Hranice mohučského kostela vytyčené v roce 1821 pomocí Circumskriptionsbulle Provida solersque se dodnes shodují s územím bývalého hesenského velkovévodství. Proto je město Bad Wimpfen, které se nyní nachází v Bádensku-Württembersku, součástí diecéze Mohuč. Až do roku 1945 byl Bad Wimpfen exklávou spolkové země Hesensko, která byla nástupcem velkovévodství.
Dějiny diecéze byly po celé 19. století ve znamení konfliktů mezi církví a státem, které nakonec vyvrcholily Kulturkampfem. Koncem 19. století dosáhl mohučský biskup Wilhelm Emmanuel von Ketteler naddiecézního významu v diskusi katolické církve o sociálních otázkách. Výsledkem byla 1. sociální encyklika Rerum novarum Lva XIII.

### Současnost
Na diecézní úrovni bylo 20. století poznamenáno především německými dějinami. Církev v Mohuči se v osobě generálního vikáře Philippa Jakoba Mayera od nacionálního socialismu distancovala již v rané fázi, což se však nestalo jednotnou linií německého episkopátu. Instituce a osoby diecéze se opakovaně stávaly terčem proticírkevní politiky nacionálně socialistické vlády. Válka nakonec způsobila velké škody v celé diecézi. Po roce 1945 bylo třeba integrovat velké množství vysídlených osob, což vedlo k výstavbě nových církevních budov a zakládání nových farností.
Z církevního hlediska byl zvláště důležitý II. vatikánský koncil, který dodnes formuje církevní řád a nauku.
Dlouhodobě klesající příjmy z církevních daní a počet katolíků, stejně jako nedostatek kněží, vedly k zásadnímu strukturálnímu procesu v diecézi. Na základě konceptu pastorační péče budou farnosti v budoucnu vytvářet farní svazy a farní skupiny jako nadfarní sdružení. V obou případech byla zachována samostatnost farností. V diecézi Mohuč se v současné době neplánuje zavírání kostelů. Prvním krokem v tomto směru byl prodej farního centra Heilig Geist (Gemeindezentrums Heilig Geist) v samotném biskupském městě. Čtyřicet let stará betonová budova měla problémy s konstrukcí budovy a musela by být zrekonstruována za přibližně 600 000 eur. Následně bylo farní centrum Heilig Geist v roce 2014 předáno koptské farnosti.
Od roku 2004 probíhá v diecézi proces obnovy „Živé farnosti v obnovených pastoračních jednotkách“. Tento diecézní proces probíhá na širokém základě za účasti všech zúčastněných. Farnosti jsou vybízeny ke spolupráci ve farních aliancích a farních skupinách.
Problém sexuálního násilí v katolické církvi se týká také diecéze Mohuč. Například jen v letech 1976–1982 bylo ředitelem mohučského katedrálního sboru a jeho zástupcem sexuálně zneužito nejméně deset chlapců ve věku od jedenácti do osmnácti let. Zatímco studie o zneužívání z roku 2018 původně stanovila rozsah 53 pachatelů a 169 obětí, v říjnu 2020 se ukazuje, že rozsah sexuálního násilí v mohučské diecézi je podstatně rozsáhlejší, než bylo dosud známo. Po osobních kontaktech a intenzivním zkoumání dokumentů a archivních údajů uvádí právník Ulrich Weber, který byl pověřen vypracováním studie, v říjnu 2020 rozsah: „k dnešnímu dni 273 obviněných a 422 postižených osob“.

## Organizační struktura

### Biskup a katedrální kapitula
Podle článku 14 říšského konkordátu z roku 1933, který platí dodnes, se jmenování biskupského stolce a složení katedrální kapituly v Mohuči řídí předpisy bádenského konkordátu z roku 1932.

### Územní členění
Diecéze Mohuč se rozkládá na celkové ploše 7692 km2. Je rozdělena na 20 děkanátů, které se dále dělí na 136 pastoračních jednotek. Tato farní sdružení nebo farní skupiny zahrnují všech 335 farností a dalších pastoračních úřadů diecéze (pro tento a všechny následující údaje, stav k roku 2007). Pastorační jednotky nad úrovní farnosti byly v mnoha diecézích zavedeny v rámci rozsáhlých strukturálních změn v katolické církvi v Německu, přičemž složení těchto jednotek bylo stanoveno zvláštním zákonem, tj. mohou se v jednotlivých diecézích lišit. V diecézi Mohuč je farní skupina vytvořena tak, že je několik farností sjednoceno pod vedením jednoho faráře. Farnosti si zachovávají svou církevní a ústavní subjektivitu. Pastor má přidělený pastorační tým a pastorační radu. Naopak farní aliance jsou sdružení několika farností, z nichž každá má svého faráře. Několik farních skupin se také může spojit do farních sdružení. Na úrovni farního sdružení je zřízena pastorační rada a konference stálých pracovníků, která rozhoduje o spolupráci farností, proto je možné, aby i dvě skupiny farností vytvořily farní sdružení.
Od Velikonoc 2022 vznikne 46 nových pastoračních míst ze stávajících asi 120 farních sdružení nebo farních skupin, z nichž má do roku 2030 vzniknout 46 farností.

### Farnosti katolíků jiných mateřských jazyků
Farnosti katolíků jiných mateřských jazyků jsou personální farnosti. V diecézi se nacházejí tyto farnosti:
- Italské farnosti: Bensheim (pro děkanáty Bergstraße, Erbach a Worms), Darmstadt (děkanáty Darmstadt, Dieburg a filiálka Erzhausen v děkanátu Dreieich), Dreieich-Sprendlingen (pro děkanát Dreieich a farnosti Ober-Roden a Urberach), Giessen (pro děkanáty Alsfeld, Giessen, Wetterau-Ost, Wetterau-West), Groß-Gerau (pro farnosti Astheim, Biebesheim, Büttelborn, Geinsheim, Gernsheim, Goddelau, Groß-Gerau, Nauheim), Mohuč (pro děkanáty Alzey-Gau-Bickelheim, Bingen, Mainz-Stadt, Mainz-Süd), Offenbach (pro děkanáty Offenbach, Rodgau, Seligenstadt), Rüsselsheim (pro farnosti Bischofsheim, Ginsheim-Gustavsburg, Mörfelden, Raunheim, Rüsselsheim, Haßloch, Königsstädten, Walldorf).
- Chorvatské farnosti: Darmstadt (pro děkanáty Bergstraße, Darmstadt, Dieburg, Erbach, Worms), Giessen (pro děkanáty Alsfeld, Giessen, Wetterau-Ost a -West), Mainz (pro děkanáty Alzey-Gau-Bickelheim, Bingen, Mainz-Stadt a Mainz-Süd), Offenbach (pro děkanáty Dreieich, Offenbach, Rodgau, Seligenstadt) a Rüsselsheim (pro děkanát Rüsselsheim).
- Polské farnosti: Mohuč (pro děkanáty Alzey-Gau-Bickelheim, Bergstraße-Mitte, -Ost, -Západ, Bingen, Dieburg, Erbach, Mainz-Stadt, Mainz-Süd, Rüsselsheim, Worms), Offenbach (pro děkanáty Alsfeld, Darmstadt, Dreieich, Gießen, Offenbach, Rodgau, Seligenstadt, Wetterau-Ost a -Západ).
- Portugalské farnosti: Darmstadt (pro děkanáty Bergstrasse a Darmstadt), Groß-Umstadt (pro děkanáty Dieburg a Erbach), Mainz (pro děkanáty Alzey-Gau-Bickelheim, Bingen, Mainz-Stadt, Mainz-Süd, Worms), Offenbach (pro děkanáty Alsfeld, Dreieich, Giessen, Offenbach, Rodgau, Rüsselsheim, Seligenstadt, Wetterau-Ost, Wetterau-West).
- Španělské farnosti: Darmstadt (pro děkanáty Bergstraße, Darmstadt, Dieburg, Erbach), Giessen (pro děkanáty Alsfeld, Giessen, Wetterau-Ost), Mainz (pro děkanáty Alzey-Gau-Bickelheim, Bingen, Mainz-Stadt, Mainz-Süd, Worms), Offenbach (pro děkanáty Dreieich, Offenbach, Rodgau, Seligenstadt, Wetterau-West), Ruesselsheim (pro děkanát Ruesselsheim).

### Statistiky
V roce 2019 bylo v diecézi 718 715 pokřtěných katolíků na 2 982 141 obyvatel, což představuje 24,1 % z celkového počtu obyvatel. Geograficky se podíl katolíků značně liší: ve městě Mohuč tvoří přibližně polovinu obyvatel, zatímco v severní části diecéze jsou v menšině.
| rok  | populace | populace  | populace | kněží  | kněží    | kněží   | kněží      | trvalí jáhnové | řeholníci | řeholníci | farnosti |
| rok  | pokřtění | celkem    | %        | celkem | diecézní | řeholní | počet křtů | trvalí jáhnové | muži      | ženy      | farnosti |
| ---- | -------- | --------- | -------- | ------ | -------- | ------- | ---------- | -------------- | --------- | --------- | -------- |
| 1950 | 631.100  | 1.794.600 | 35,2     | 516    | 437      | 79      | 1.223      |                | 128       | 1.907     | 284      |
| 1970 | 893.357  | 2.344.970 | 38,1     | 657    | 533      | 124     | 1.359      |                | 201       | 1.622     | 1.037    |
| 1980 | 939.372  | 2.637.000 | 35,6     | 658    | 564      | 94      | 1.427      | 40             | 136       | 1.145     | 346      |
| 1990 | 856.461  | 2.300.000 | 37,2     | 645    | 538      | 107     | 1.327      | 76             | 132       | 796       | 344      |
| 1999 | 825.309  | 2.746.000 | 30,1     | 581    | 477      | 104     | 1.420      | 104            | 142       | 657       | 344      |
| 2000 | 820.932  | 2.770.000 | 29,6     | 567    | 475      | 92      | 1.447      | 106            | 130       | 616       | 344      |
| 2001 | 814.205  | 2.770.000 | 29,4     | 553    | 464      | 89      | 1.472      | 111            | 119       | 458       | 344      |
| 2002 | 809.223  | 2.770.000 | 29,2     | 549    | 456      | 93      | 1.473      | 113            | 123       | 423       | 344      |
| 2003 | 803.923  | 2.807.896 | 28,6     | 570    | 476      | 94      | 1.410      | 115            | 121       | 423       | 344      |
| 2004 | 796.562  | 2.807.896 | 28,4     | 536    | 442      | 94      | 1.486      | 122            | 135       | 411       | 344      |
| 2013 | 754.441  | 2.886.854 | 26,1     | 511    | 416      | 95      | 1.476      | 124            | 125       | 374       | 321      |
| 2016 | 742.165  | 2.899.491 | 25,6     | 478    | 396      | 82      | 1.552      | 124            | 111       | 332       | 309      |
| 2019 | 718.715  | 2.982.141 | 24,1     | 422    | 369      | 53      | 1.703      | ?              | 70        | 338       | 303      |

## Diecézní instituce

### Katedrální a diecézní archivy

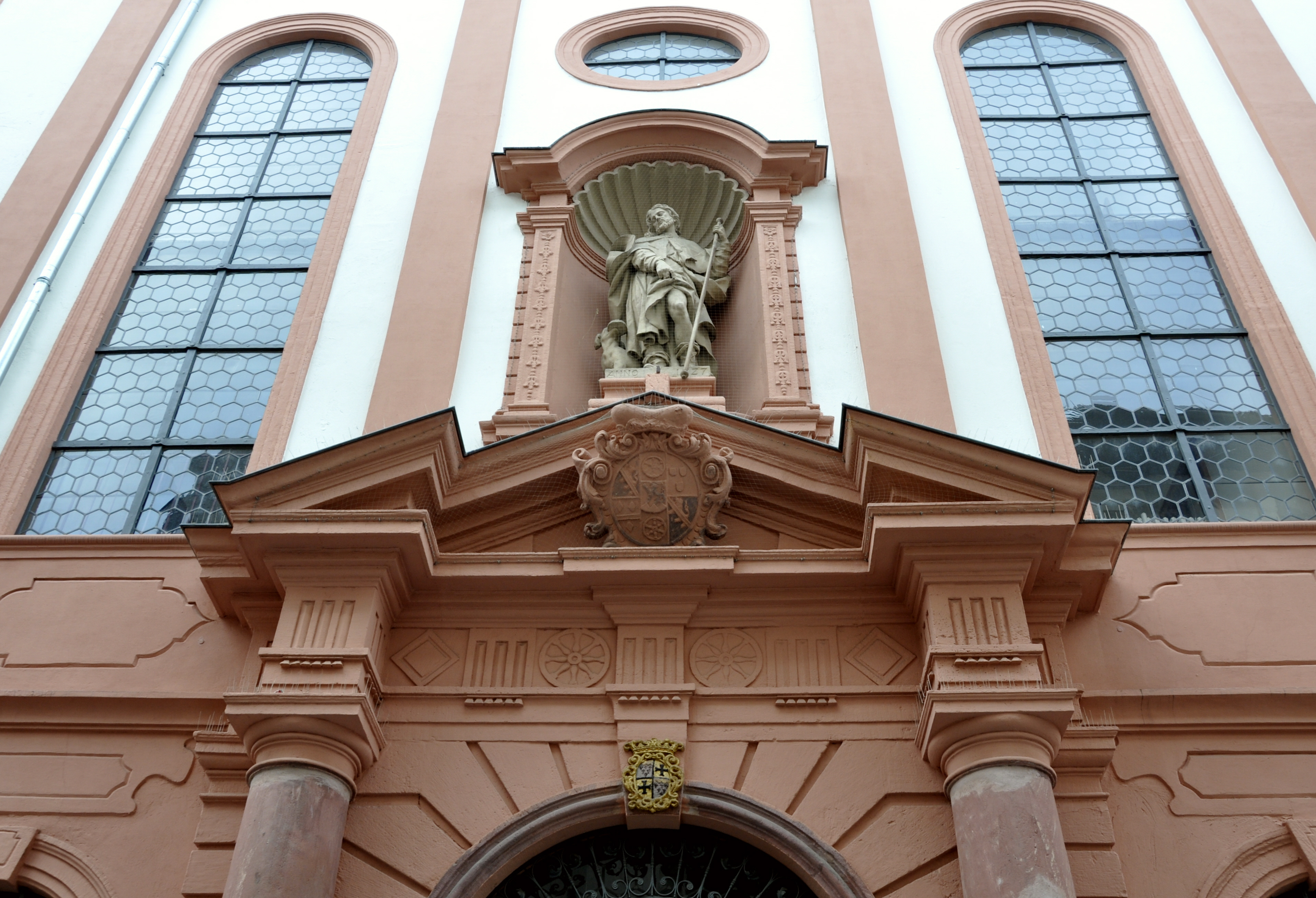
Kaple v Rochusstiftu s katedrálním a diecézním archivem

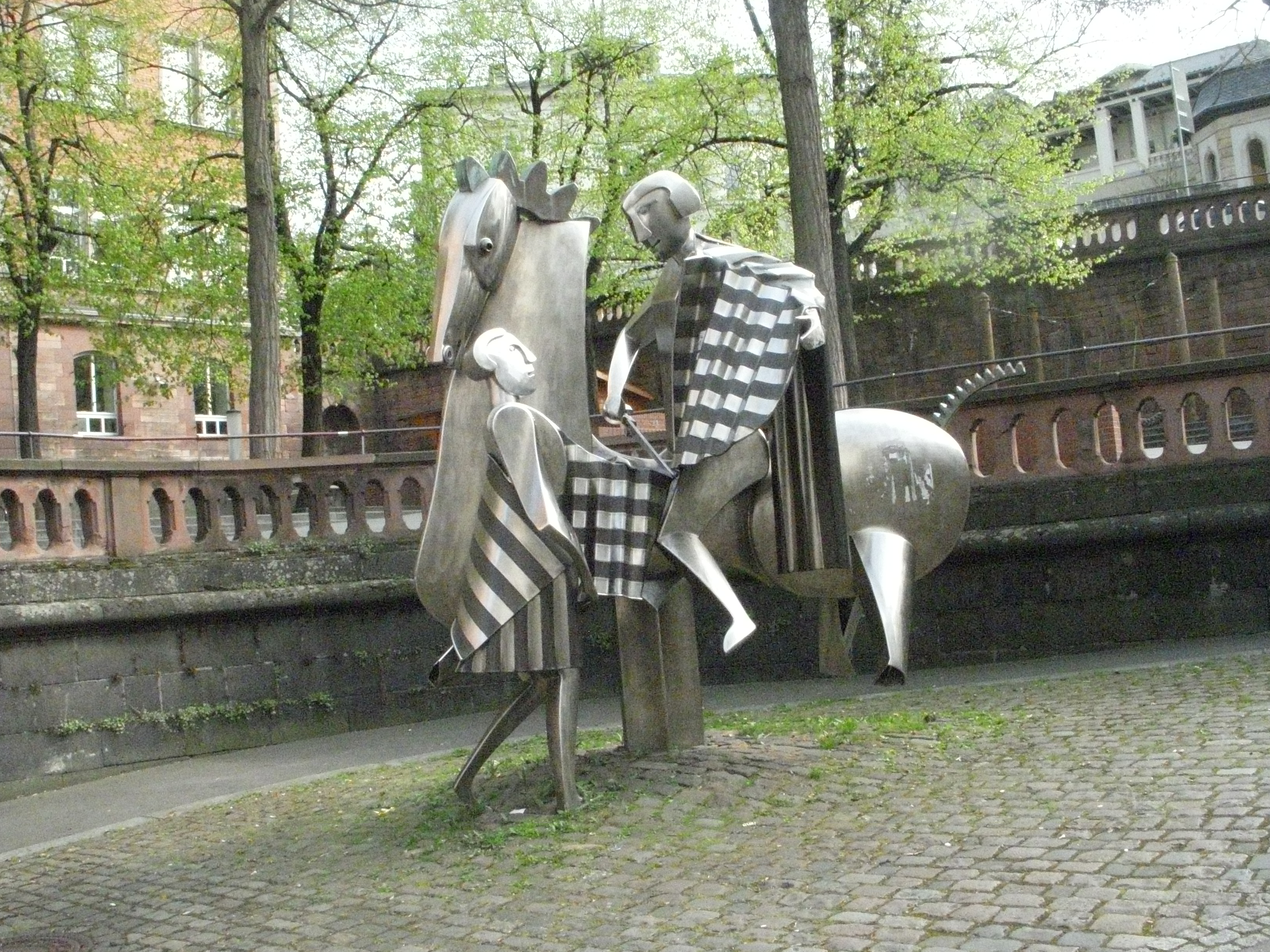
Moderní socha sv. Martina od Alberta Souse z nerezové oceli před budovou Martinusschule Mainz

Katedrální a diecézní archivy jsou zodpovědné za archivaci písemností biskupského ordinariátu a dalších institucí diecéze.

### Martinus-Bibliothek
Martinusova knihovna (Martinus-Bibliothek) v Arnsburger Hof ve starém městě Mohuče je akademickou diecézní knihovnou v semináři mohučské diecéze.

## Vzdělávání

### Katolické státní školy
Nejvýznamnější vzdělávací institucí v diecézi je Katolická vysoká škola (Katholische Hochschule) v Mohuči. Kromě diecéze Mohuč jsou podílníky této univerzity také (arci)diecéze Kolín nad Rýnem, Limburg, Speyer a Trevír. Kromě toho existují další školy, jako například Edith-Stein-Schule v Darmstadtu, Marienschule Offenbach, Liebfrauenschule v Bensheimu a také celodenní střední škola Theresianum Mainz, Bischöfliches Willigis-Gymnasium, Abendgymnasium Ketteler-Kolleg Mainz a Bischöfliche Willigis-Realschule, všechny v Mohuči.

### Vzdělávací střediska
Vzdělávací středisko diecéze Mohuč (Bildungswerk Bistum Mainz) podporuje „...církevní vzdělávání dospělých v diecézi od farní až po diecézní úroveň...“ Bildungswerk je mimo jiné členem Katholische Erwachsenenbildung Hessen – Landesarbeitsgemeinschaft.

### Ostatní vzdělávací instituce
Institut für Kirchenmusik Mainz: Školící středisko pro katolické církevní hudebníky

## Kultura a památky

### Významné kostely

#### Katedrály a papežské baziliky
- Katedrála svatého Martina z Tours a svatého Štěpána
- Katedrála ve Wormsu
- Bazilika sv. Martina v Bingenu nad Rýnem
- Kostel sv. Marcelína Petra v Seligenstadtu
- Klášter Ilbenstadt

#### Další významné kostely

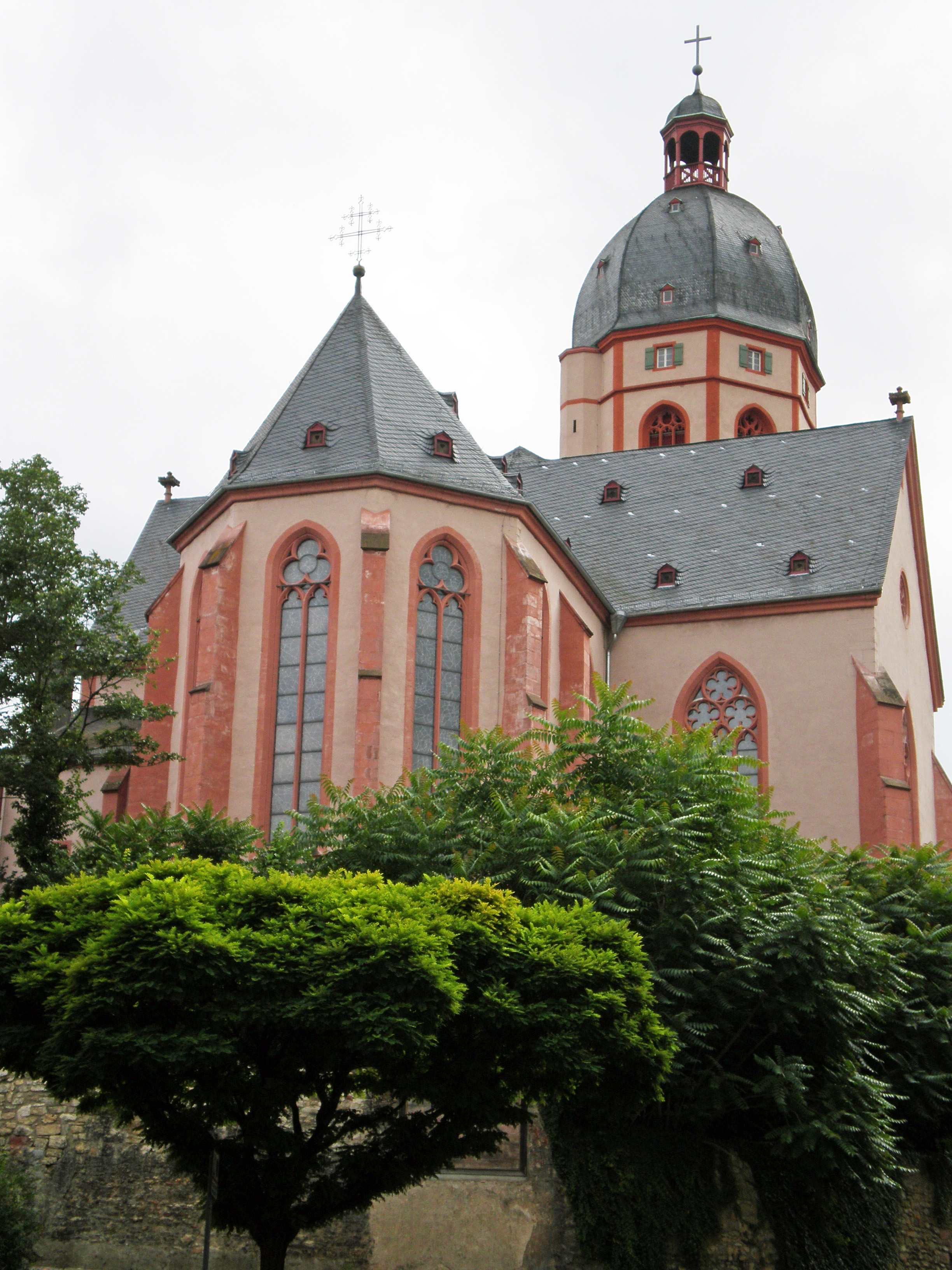
Kostel sv. Štěpána v Mohuči

- Kostel sv. Štěpána v Mohuči se Chagallovým oknem
- Kostel sv. Ludvíka v Darmstadtu, kopulovitá stavba klasicismu
- Kostel Nanebevzetí P. Marie v Pfaffen-Schwabenheimu
- Kostel Naší paní Panny Marie ve Wormsu

### Biskupský dóm a Diecézní muzeum
Vedle katedrály se nachází biskupský dóm a Diecézní muzeum v Mohuči. Dómské muzeum v Mohuči je s výstavní plochou přes 2000 metrů čtverečních jedním z největších muzeí svého druhu v Německu. V historické křížové chodbě katedrály, ve středověkých klenutých sálech, v kapli svatého Mikuláše a v sakristii se nachází množství církevních uměleckých děl od raných dějin křesťanství až po současnost, která odkazují na pohnutou historii mohučské katedrály a četných kostelů v diecézi.

### Poutní svatyně

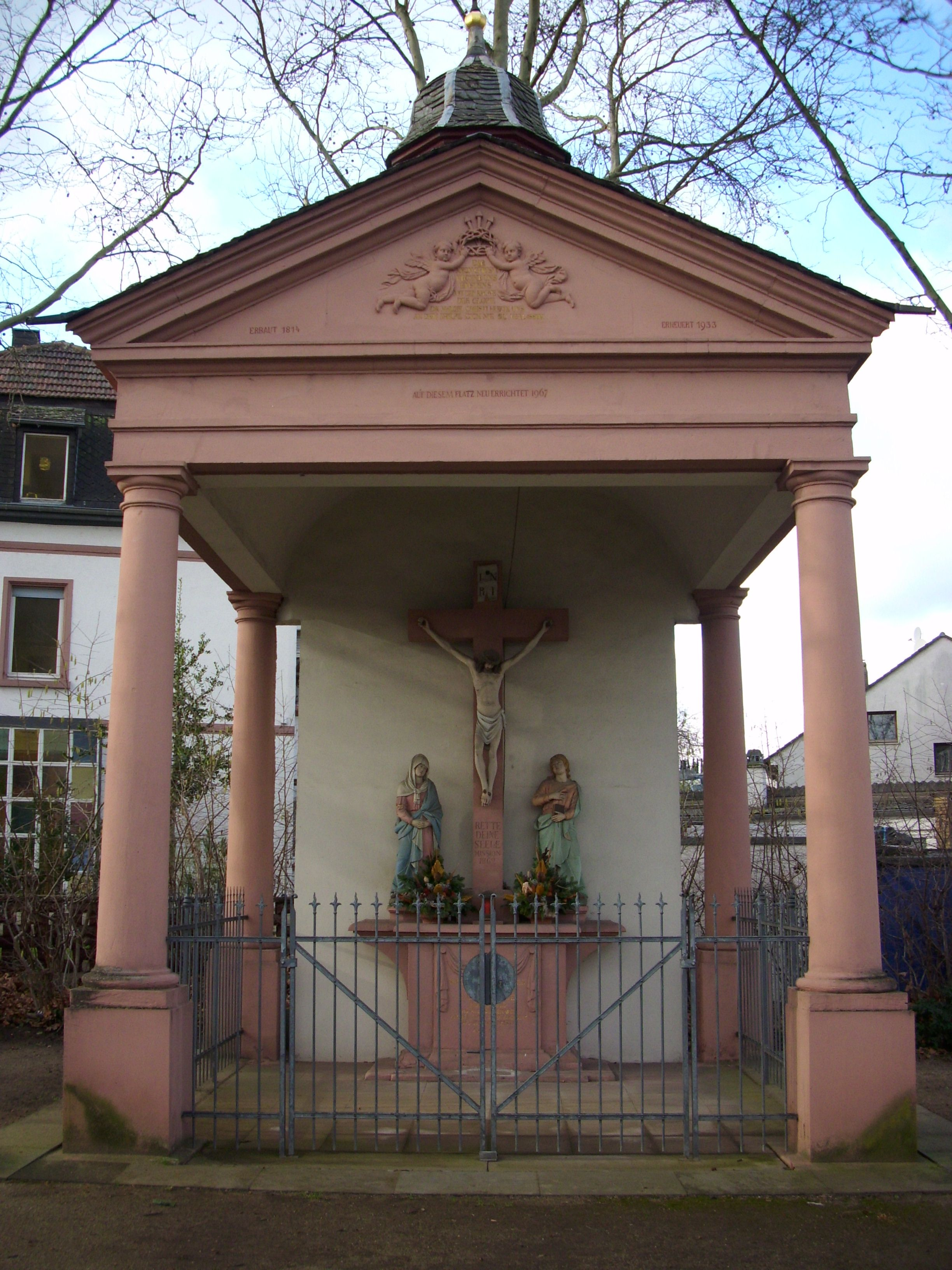
Křížová kaple v Mohuči-Mombachu

Přehled všech poutních míst lze najít na webu mohučské diecéze. V diecézi je asi 35 poutních míst, z nichž většina se pojí s úctou ke světcům nebo relikviím. Mezi nejdůležitější patří:
- Bad Wimpfen – na horách
- Bad Wimpfen – v údolí
- Rochova pouť podle morového světce Rocha z Montpellier u Bingenu
- Maria Oberndorf in Bodenheim
- Křížová kaple v Mohuči-Mombachu – svátek na Povýšení svatého Kříže[16]
- Čtrnáct kaplí Nothelfer v Mohuči-Gonsenheimu
- Maria – Utěšitelka trpících v Mohuči-Marienbornu, pouť na svátek Navštívení Panny Marie
- Poutní kostel v Dieburgu
- Gau-Algesheim
- Gau-Bickelheim
- Ilbenstadt
- Klein-Steinheim
- Liebfrauenheide u Klein-Krotzenburgu
- Klášter Jakobsberg v Ockenheimu
- Kolegiátní kostel v Pfaffen-Schwabenheimu: Maria, Královna míru, pouť na svátek Nanebevzetí Panny Marie 15. srpna.
- Einhardova bazilika svatého Marcelína a Petra v Seligenstadtu
- Kostel Panny Marie Einsiedelské v Gernsheimu
- Poutní kostel Maria Sternbach (dříve: sv. Gangolf), Niddatal

### Varhany a zvony
V mohučské diecézi je asi 400 varhan a na věžích a věžičkách 550 kostelů a kaplí zvoní asi 1500 zvonů. Všechny jsou různého stáří a původu, 320 z nich je považováno za historické. Historicky cenné exempláře, jako například ten ve věžičce Kreuzkapelle (Křížová kaple) v Mombachu s nápisem „hans gensfleisch richter“, byly umístěny do Diecézního muzea a na jejich místa přišly nově odlité kopie původních zvonů.

## Diecézní kalendář

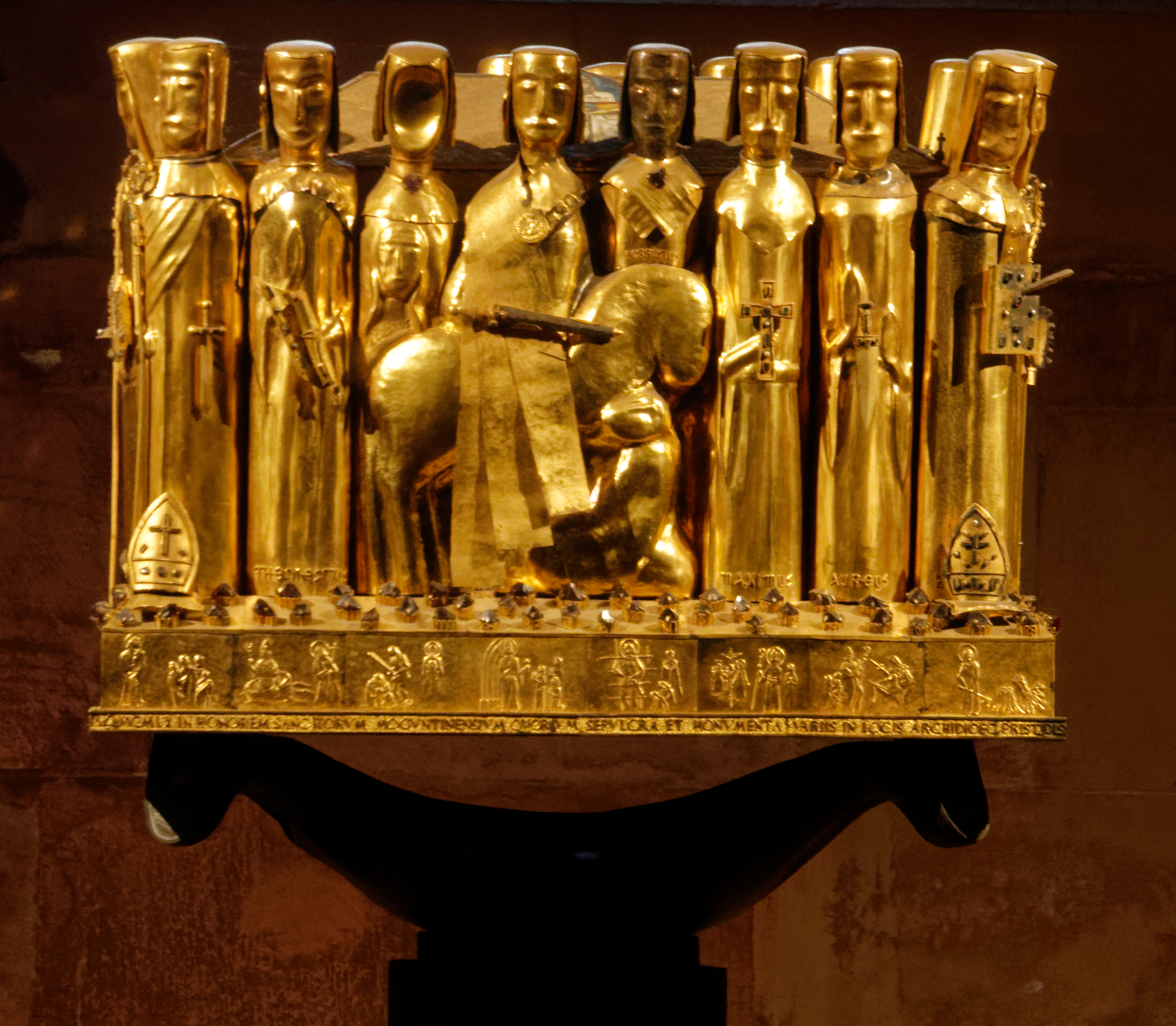
Relikviář svatých z Mohuče ve východní kryptě mohučské katedrály; (1960)

V diecézi Mohuč je regionální kalendář pro německy mluvící oblast doplněn o následující vlastní slavnosti.
- 5. ledna: sv. Jan Nepomuk Neumann, misionář a filadelfský biskup
- 4. února: bl. Rabanus Maurus, opat kláštera ve Fuldě a arcibiskup v Mohuči
- 14. února: sv. Valentýn z Terni, světec a mučedník římskokatolické církve ze 3. století
- 23. února: sv. Willigis, mohučský arcibiskup, klíčová postava dějin arcibiskupství
- 27. dubna: sv. Petr Kanisius, světec a doktor církve
- 15. května: sv. Rupert z Bingenu, patron Bingenu-Bingerbrücku a patron poutníků.
- 2. června: sv. Petr a Marcellinus
- 5. června: sv. Bonifác
- 10. června: sv. Bardo z Mohuče
- 21. června: sv. Alban z Mohuče
- 27. června: sv. Crescence, sv. Aureus, sv. Theonest
- 4. července: Výročí posvěcení katedrály v Mohuči
- 1. srpna: sv. Petr Faber
- 16. srpna: sv. Roch z Montpellier
- 6. září: Výročí posvěcení kostelů, které neznají svůj den posvěcení
- 17. září: sv. Hildegarda z Bingenu
- 28. září: sv. Lioba z Tauberbischofsheimu
- 16. října: Lullus
- 26. října: sv. Amandus ze Štrasburku, zpovědník, první štrasburský biskup, biskup v Maastrichtu a Wormsu
- 29. října: sv. Ferrutius
- 11. listopadu: sv. Martin z Tours
- 27. listopadu: sv. Bilhildis z Altmünsteru